# 71 Batalion Drogowy
71 Batalion Drogowy – oddział wojsk drogowych Sił Zbrojnych PRL.
Batalion sformowano w Brzegu. Organizowano go według etatu 11/5 i stanie 367 wojskowych i 8 cywili, z terminem zakończenia formowania do 1 grudnia 1952 roku. Batalion formował dowódca 1 zmotoryzowanego pułku pontonowego.
15 listopada 1952 roku 71 batalion  został przeniesiony z Brzegu do Głogowa. 
W terminie do l lipca 1955 roku przedyslokowano batalion do Konina. 
W związku z redukcją armii, do 20 grudnia 1955 roku, 71 batalion drogowy został rozformowany.

## Zadania mobilizacyjne
Na bazie pododdziałów batalionu na czas wojny planowano formować następujące jednostki:
- 74 batalion eksploatacyjno-drogowy
- 55 batalion budowy dróg
- 71 batalion budowy mostów
- 13 samodzielna kompania taborowa